# Llista d'asteroides/192301-192400
| Nom      | Designació provisional | Data de descobriment   | Lloc de descobriment | Descobridor/s                        |
| -------- | ---------------------- | ---------------------- | -------------------- | ------------------------------------ |
| 192301 - | 1992 SQ10              | 27 de setembre de 1992 | Kitt Peak            | Spacewatch                           |
| 192302 - | 1993 BL8               | 21 de gener de 1993    | Kitt Peak            | Spacewatch                           |
| 192303 - | 1993 FJ7               | 17 de març de 1993     | La Silla             | UESAC                                |
| 192304 - | 1993 FK40              | 19 de març de 1993     | La Silla             | UESAC                                |
| 192305 - | 1993 FE45              | 19 de març de 1993     | La Silla             | UESAC                                |
| 192306 - | 1993 FB80              | 17 de març de 1993     | La Silla             | UESAC                                |
| 192307 - | 1993 RM16              | 15 de setembre de 1993 | La Silla             | H. Debehogne, E. W. Elst             |
| 192308 - | 1993 TK7               | 9 d'octubre de 1993    | Kitt Peak            | Spacewatch                           |
| 192309 - | 1993 TK26              | 9 d'octubre de 1993    | La Silla             | E. W. Elst                           |
| 192310 - | 1993 TN26              | 9 d'octubre de 1993    | La Silla             | E. W. Elst                           |
| 192311 - | 1993 TS29              | 9 d'octubre de 1993    | La Silla             | E. W. Elst                           |
| 192312 - | 1994 AT9               | 8 de gener de 1994     | Kitt Peak            | Spacewatch                           |
| 192313 - | 1994 AV13              | 12 de gener de 1994    | Kitt Peak            | Spacewatch                           |
| 192314 - | 1994 CN1               | 9 de febrer de 1994    | Farra d'Isonzo       | Farra d'Isonzo                       |
| 192315 - | 1994 JO4               | 3 de maig de 1994      | Kitt Peak            | Spacewatch                           |
| 192316 - | 1994 JH6               | 4 de maig de 1994      | Kitt Peak            | Spacewatch                           |
| 192317 - | 1994 PO26              | 12 d'agost de 1994     | La Silla             | E. W. Elst                           |
| 192318 - | 1994 RH16              | 3 de setembre de 1994  | La Silla             | E. W. Elst                           |
| 192319 - | 1994 RY24              | 5 de setembre de 1994  | La Silla             | E. W. Elst                           |
| 192320 - | 1994 RA28              | 5 de setembre de 1994  | La Silla             | E. W. Elst                           |
| 192321 - | 1994 SE11              | 29 de setembre de 1994 | Kitt Peak            | Spacewatch                           |
| 192322 - | 1994 SN11              | 29 de setembre de 1994 | Kitt Peak            | Spacewatch                           |
| 192323 - | 1994 SD12              | 29 de setembre de 1994 | Kitt Peak            | Spacewatch                           |
| 192324 - | 1994 TD7               | 4 d'octubre de 1994    | Kitt Peak            | Spacewatch                           |
| 192325 - | 1994 UL8               | 28 d'octubre de 1994   | Kitt Peak            | Spacewatch                           |
| 192326 - | 1994 UT8               | 28 d'octubre de 1994   | Kitt Peak            | Spacewatch                           |
| 192327 - | 1994 VS3               | 1 de novembre de 1994  | Kitt Peak            | Spacewatch                           |
| 192328 - | 1994 WW5               | 28 de novembre de 1994 | Kitt Peak            | Spacewatch                           |
| 192329 - | 1995 BE14              | 31 de gener de 1995    | Kitt Peak            | Spacewatch                           |
| 192330 - | 1995 BN15              | 31 de gener de 1995    | Kitt Peak            | Spacewatch                           |
| 192331 - | 1995 CB6               | 1 de febrer de 1995    | Kitt Peak            | Spacewatch                           |
| 192332 - | 1995 FA                | 21 de març de 1995     | Stroncone            | Stroncone                            |
| 192333 - | 1995 FG5               | 23 de març de 1995     | Kitt Peak            | Spacewatch                           |
| 192334 - | 1995 GU6               | 6 d'abril de 1995      | Kitt Peak            | Spacewatch                           |
| 192335 - | 1995 HD4               | 26 d'abril de 1995     | Kitt Peak            | Spacewatch                           |
| 192336 - | 1995 KK3               | 25 de maig de 1995     | Kitt Peak            | Spacewatch                           |
| 192337 - | 1995 ME2               | 23 de juny de 1995     | Kitt Peak            | Spacewatch                           |
| 192338 - | 1995 MM5               | 23 de juny de 1995     | Kitt Peak            | Spacewatch                           |
| 192339 - | 1995 OD4               | 22 de juliol de 1995   | Kitt Peak            | Spacewatch                           |
| 192340 - | 1995 OE14              | 23 de juliol de 1995   | Kitt Peak            | Spacewatch                           |
| 192341 - | 1995 QF6               | 22 d'agost de 1995     | Kitt Peak            | Spacewatch                           |
| 192342 - | 1995 SP14              | 18 de setembre de 1995 | Kitt Peak            | Spacewatch                           |
| 192343 - | 1995 SU14              | 18 de setembre de 1995 | Kitt Peak            | Spacewatch                           |
| 192344 - | 1995 SY15              | 18 de setembre de 1995 | Kitt Peak            | Spacewatch                           |
| 192345 - | 1995 SG24              | 19 de setembre de 1995 | Kitt Peak            | Spacewatch                           |
| 192346 - | 1995 ST31              | 21 de setembre de 1995 | Kitt Peak            | Spacewatch                           |
| 192347 - | 1995 SK32              | 21 de setembre de 1995 | Kitt Peak            | Spacewatch                           |
| 192348 - | 1995 SY37              | 24 de setembre de 1995 | Kitt Peak            | Spacewatch                           |
| 192349 - | 1995 SV44              | 25 de setembre de 1995 | Kitt Peak            | Spacewatch                           |
| 192350 - | 1995 SW49              | 26 de setembre de 1995 | Kitt Peak            | Spacewatch                           |
| 192351 - | 1995 SM51              | 26 de setembre de 1995 | Kitt Peak            | Spacewatch                           |
| 192352 - | 1995 SE86              | 26 de setembre de 1995 | Kitt Peak            | Spacewatch                           |
| 192353 - | 1995 TS1               | 14 d'octubre de 1995   | Xinglong             | Beijing Schmidt CCD Asteroid Program |
| 192354 - | 1995 TV2               | 15 d'octubre de 1995   | Kitt Peak            | Spacewatch                           |
| 192355 - | 1995 TL3               | 15 d'octubre de 1995   | Kitt Peak            | Spacewatch                           |
| 192356 - | 1995 UB12              | 17 d'octubre de 1995   | Kitt Peak            | Spacewatch                           |
| 192357 - | 1995 UY16              | 17 d'octubre de 1995   | Kitt Peak            | Spacewatch                           |
| 192358 - | 1995 VT4               | 14 de novembre de 1995 | Kitt Peak            | Spacewatch                           |
| 192359 - | 1995 VY7               | 14 de novembre de 1995 | Kitt Peak            | Spacewatch                           |
| 192360 - | 1995 VN11              | 15 de novembre de 1995 | Kitt Peak            | Spacewatch                           |
| 192361 - | 1995 VB17              | 15 de novembre de 1995 | Kitt Peak            | Spacewatch                           |
| 192362 - | 1995 VC18              | 15 de novembre de 1995 | Kitt Peak            | Spacewatch                           |
| 192363 - | 1995 WR9               | 16 de novembre de 1995 | Kitt Peak            | Spacewatch                           |
| 192364 - | 1995 WB16              | 17 de novembre de 1995 | Kitt Peak            | Spacewatch                           |
| 192365 - | 1995 WU25              | 18 de novembre de 1995 | Kitt Peak            | Spacewatch                           |
| 192366 - | 1995 XP3               | 14 de desembre de 1995 | Kitt Peak            | Spacewatch                           |
| 192367 - | 1995 YF25              | 16 de desembre de 1995 | Kitt Peak            | Spacewatch                           |
| 192368 - | 1996 AT5               | 12 de gener de 1996    | Kitt Peak            | Spacewatch                           |
| 192369 - | 1996 AC6               | 12 de gener de 1996    | Kitt Peak            | Spacewatch                           |
| 192370 - | 1996 AG10              | 13 de gener de 1996    | Kitt Peak            | Spacewatch                           |
| 192371 - | 1996 AD12              | 14 de gener de 1996    | Kitt Peak            | Spacewatch                           |
| 192372 - | 1996 AB14              | 15 de gener de 1996    | Kitt Peak            | Spacewatch                           |
| 192373 - | 1996 BL6               | 18 de gener de 1996    | Kitt Peak            | Spacewatch                           |
| 192374 - | 1996 BP6               | 19 de gener de 1996    | Kitt Peak            | Spacewatch                           |
| 192375 - | 1996 BR7               | 19 de gener de 1996    | Kitt Peak            | Spacewatch                           |
| 192376 - | 1996 EH6               | 11 de març de 1996     | Kitt Peak            | Spacewatch                           |
| 192377 - | 1996 EL11              | 12 de març de 1996     | Kitt Peak            | Spacewatch                           |
| 192378 - | 1996 FZ10              | 20 de març de 1996     | Kitt Peak            | Spacewatch                           |
| 192379 - | 1996 GS6               | 12 d'abril de 1996     | Kitt Peak            | Spacewatch                           |
| 192380 - | 1996 GR11              | 14 d'abril de 1996     | Kitt Peak            | Spacewatch                           |
| 192381 - | 1996 HT4               | 18 d'abril de 1996     | Kitt Peak            | Spacewatch                           |
| 192382 - | 1996 JM8               | 12 de maig de 1996     | Kitt Peak            | Spacewatch                           |
| 192383 - | 1996 JD10              | 13 de maig de 1996     | Kitt Peak            | Spacewatch                           |
| 192384 - | 1996 KN2               | 18 de maig de 1996     | Kitt Peak            | Spacewatch                           |
| 192385 - | 1996 RO12              | 8 de setembre de 1996  | Kitt Peak            | Spacewatch                           |
| 192386 - | 1996 RE14              | 8 de setembre de 1996  | Kitt Peak            | Spacewatch                           |
| 192387 - | 1996 RV15              | 13 de setembre de 1996 | Kitt Peak            | Spacewatch                           |
| 192388 - | 1996 RD29              | 11 de setembre de 1996 | La Silla             | Uppsala-DLR Trojan Survey            |
| 192389 - | 1996 RT29              | 12 de setembre de 1996 | La Silla             | Uppsala-DLR Trojan Survey            |
| 192390 - | 1996 RO30              | 13 de setembre de 1996 | La Silla             | Uppsala-DLR Trojan Survey            |
| 192391 - | 1996 TQ2               | 3 d'octubre de 1996    | Xinglong             | Beijing Schmidt CCD Asteroid Program |
| 192392 - | 1996 TM18              | 4 d'octubre de 1996    | Kitt Peak            | Spacewatch                           |
| 192393 - | 1996 TT22              | 6 d'octubre de 1996    | Kitt Peak            | Spacewatch                           |
| 192394 - | 1996 TJ35              | 11 d'octubre de 1996   | Kitt Peak            | Spacewatch                           |
| 192395 - | 1996 TN36              | 12 d'octubre de 1996   | Kitt Peak            | Spacewatch                           |
| 192396 - | 1996 XP3               | 1 de desembre de 1996  | Kitt Peak            | Spacewatch                           |
| 192397 - | 1996 XZ5               | 7 de desembre de 1996  | Oizumi               | T. Kobayashi                         |
| 192398 - | 1996 XL10              | 2 de desembre de 1996  | Kitt Peak            | Spacewatch                           |
| 192399 - | 1996 XL29              | 13 de desembre de 1996 | Kitt Peak            | Spacewatch                           |
| 192400 - | 1997 AG2               | 3 de gener de 1997     | Oizumi               | T. Kobayashi                         |